# Albert Mkrttjan
Albert Mkrttjan (russisk: Альберт Саркисович Мкртчян) (født 8. august 1926 i Jerevan i Sovjetunionen, død 20. februar 2007 i Moskva i Rusland) var en sovjetisk filminstruktør og manuskriptforfatter.

## Filmografi
- Zemlja Sannikova (Земля Санникова, 1974)[3][4]
- Zakonnyj brak (Законный брак, 1985)